# Aron, Mayenne

Aron este o comună în departamentul Mayenne, Franța. În 2009 avea o populație de 1,753 de locuitori.